# Rafael Alberti

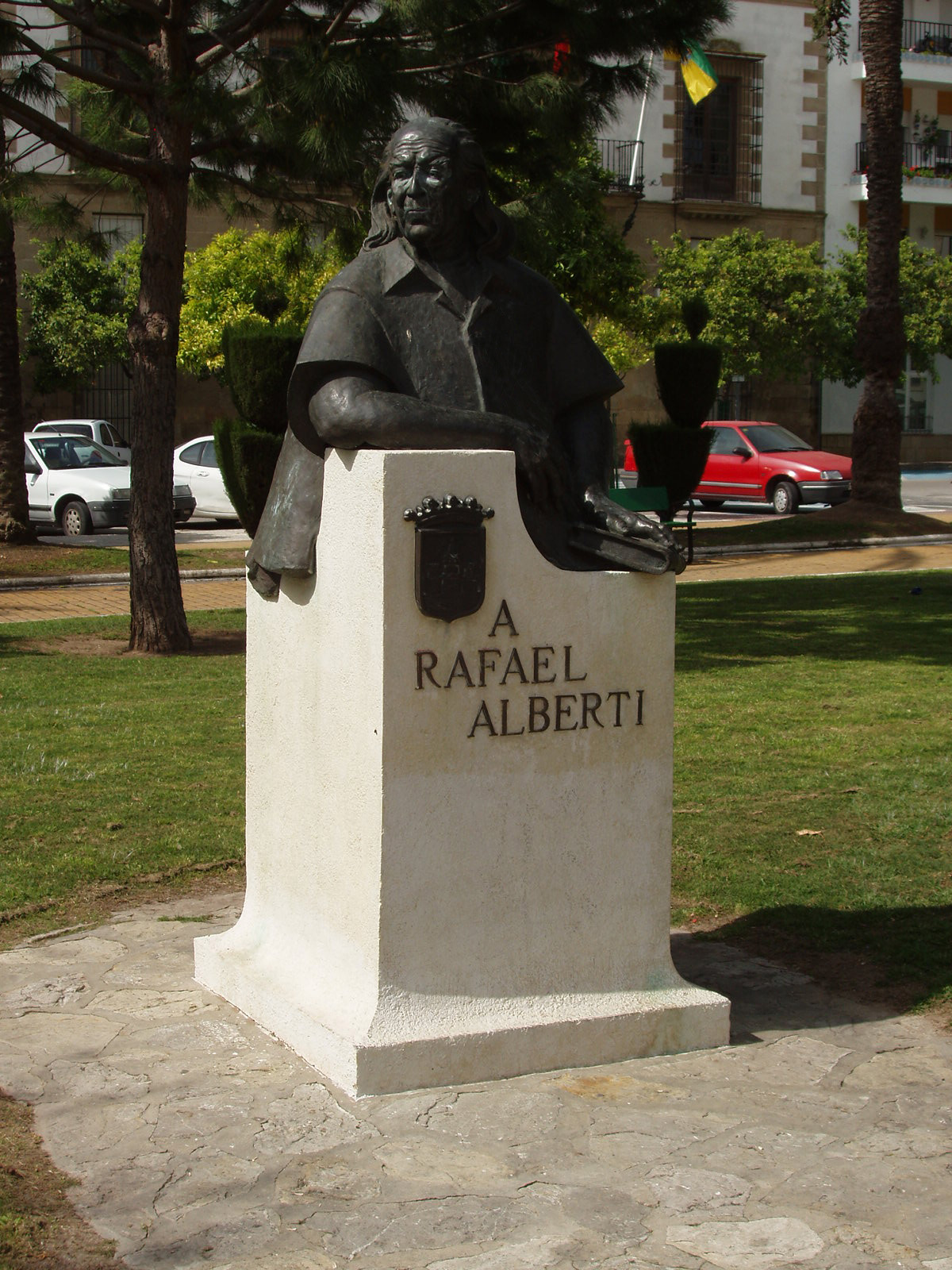
Rafael Alberti

Rafael Alberti (n. 16 decembrie 1902, El Puerto de Santa María - d. 27 octombrie 1999, El Puerto de Santa María) a fost poet și dramaturg spaniol, reprezentant al Generației de la '27.

## Opera
- 1925: Marinar pe uscat ("Marinero en tierra")
- 1926: Iubita ("La Amante")
- 1927: Zorii micsandrei ("El alba del alhelí")
- 1927: Calcar și cântec ("Cal y canto")
- 1928: Despre îngeri ("Sobre los ángeles")
- 1937: Dintr-o clipă în alta ("De un momento a otro")
- 1938: Capitala gloriei ("Capital de la gloria")
- 1940: Viața bilingvă a unui refugiat spaniol în Franța ("Vida bilingüe de un refugiado español en Francia")
- 1940: Între garoafă și spadă ("Entre el clavel y la spada")
- 1942: Cărarera pierdută ("La arboleda perdida")
- 1944: Maree ("Pleamar")
- 1944: Caraghiosul ("El adefesio")
- 1954: Balade și cântece din Paraná ("Baladas y canciones del Paraná")
- 1956: Noapte de război în Muzeul Prado ("Noche de guerra en el Museo del Prado")

Împreună cu Federico García Lorca și José Bergamín, întemeiază revista El mono azul.

## Traduceri
- Liviu Rebreanu: El bosque de los ahorcados (Pădurea spânzuraților) (Losada, Buenos-Aires, 1967; reeditată de Editorial de Arte y Literatura din Havana în 1975) - împreună cu María Teresa León